# ابراهیم قادری
ابراهیم قادری (انگلیسی: Ebrahim Ghaderi) تکواندوکار اهل ایران است.
ابراهیم قادری با شکست «عبد روزاک» از ازبکستان در فینال وزن ۵۸- کیلوگرم، اولین مدال طلای تاریخ تکواندو در بازی‌های آسیایی را به نام خود ثبت کرد.